# Lai Siu Chiu
Lai Siu Chiu (en chinois 賴秀珠 ; en pinyin Lài Xiùzhū), née en 1948 à Malacca, est une avocate et magistrate singapourienne.
Elle est la première femme à occuper le poste de commissaire judiciaire à Singapour et à siéger comme juge à la Cour suprême de Singapour.

## Biographie

### Jeunesse et formation
Lai naît en 1948 à Malacca. Elle fréquente le lycée de Malacca, dont le directeur la dissuade de se lancer dans le journalisme ; elle décide finalement de se lancer dans le droit.
Lai Siu Chiu est diplômée en 1972 de l'université de Singapour, puis elle part poursuivre ses études en Angleterre et obtient en 1977 sa maîtrise à l'université de Londres.

### Avocate, juriste
Lai Siu Chiu rejoint le barreau de Singapour en 1973. Elle commence à pratiquer le droit peu de temps après avoir obtenu son diplôme et devient l'une des rares femmes en droit à plaider à l'époque. Elle est consciencieuse dans son travail, ce qui lui est utile plus tard en tant que juge.
Elle commence à pratiquer le droit chez M/s Sim Teow Gok & Co. Elle travaille ensuite pour le cabinet Allen & Gledhill jusqu'à ce qu'elle devienne juge en 1991. Elle devient associée principale du cabinet en 1980,.

### Commissaire judiciaire puis juge à la Cour suprême
Lai Siu Chiu devient le 2 mai 1991 la première femme à être nommée au poste de commissaire judiciaire et à en occuper les fonctions,.
Le 30 avril 1994, elle prête serment en tant que première femme juge de la Haute Cour à la Cour suprême de Singapour.
Lai Siu Chiu prend une première fois sa retraite de la Cour suprême le 30 octobre 2013. En 2015, elle revient à la Cour suprême lorsqu'elle est nommée juge principale du tribunal. Elle est la seule femme à être nommée juge principale.
Elle intronisée en 2016 au Temple de la renommée des femmes de Singapour.

### Responsabilités associatives
Lai Siu Chiu est la première vice-présidente de la Children's Charities Association dans les années 1980 ; elle devient ensuite la présidente de cette association.
Elle préside de 2006 à 2013 le comité des membres et des affaires sociales de l'Académie de droit de Singapour . Lai Siu Chiu est également très impliquée dans le Yellow Ribbon Fund (YRF) pour la réhabilitation des anciens délinquants.

### Sources de référence
- « Justice: Lai Siu Chiu '72 », LawLink, vol. 8, no 2,‎ juillet-décembre 2009, p. 14–16.